# David Angell
David Lawrence Angell (Barrington, 10 de abril de 1946 – Nova Iorque, 11 de setembro de 2001) foi um produtor norte-americano de sitcoms. Angell ganhou vários prêmios Emmy como criador e produtor executivo, juntamente com Peter Casey e David Lee, da série Frasier.
Angell e sua esposa, Lynn, morreram indo para sua casa de férias em Cape Cod a bordo do Voo 11 da American Airlines. Este foi o primeiro avião a atingir o World Trade Center durante os ataques de 11 de setembro.